# Íslendingabók
L'Íslendingabók, Libellus Islandorum o Libro degli islandesi è uno scritto storico riguardante la colonizzazione dell'Islanda, ovvero gli albori della storia dell'Islanda. L'autore fu un religioso islandese, Ari Þorgilsson, che operò nei primi anni del XII secolo. Originariamente esistevano due versioni del libro, ma solo la più recente è giunta fino ai nostri tempi. La meno recente conteneva informazioni sui re di Norvegia.
Il prete Jón Erlendsson di Villingaholt (morto nel 1672) al servizio del vescovo Brynjólfur Sveinsson fece due copie dell'Íslendingabók (che oggi sono presso l'Istituto Árni Magnússon, numerate rispettivamente AM 113 a fol e AM 113 b fol), l'ultima delle quali fatta perché il vescovo non fu soddisfatto della prima copia. La copia originale si presume risalga al 1200 circa. Andò perduta nel corso della fine del XVII secolo: quando Árni Magnússon la cercò, la copia era scomparsa senza lasciare traccia.

## Stile e fonti
Íslendingabók è un'opera molto concisa: può essere contenuta in una ventina di pagine stampate. Essa riferisce gli eventi più importanti della storia islandese in prosa. Mentre l'autore deve fare affidamento solo sulla tradizione orale egli si preoccupa di stabilire la veridicità delle sue fonti e quando è possibile le cita espressamente. Nel contempo all'interno dell'opera c'è la volontaria esclusione di ogni fatto legato al sovrannaturale e di ogni pregiudizio religioso. Grazie alla qualità del lavoro e all'epoca in cui è stato scritto, gli storici lo considerano la più attendibile fonte sulla storia dell'antica Islanda.

## Contenuto
Oltre al prologo e ad una breve genealogia finale, l'Íslendingabók è suddiviso in dieci brevi capitoli. Eccone un veloce resoconto:

### 1. Nascita dell'Islanda
L'Islanda viene fondata al tempo di Harald I di Norvegia da immigranti provenienti dalla Norvegia. Il primo colonizzatore, Ingólfur Arnarson, arrivò dove oggi sorge Reykjavík. Ari riferisce che alcuni monaci irlandesi, i papar, che si erano stabiliti precedentemente in Islanda, l'abbandonarono per non vivere al fianco di una popolazione di religione pagana.

### 2. Eredità delle leggi norvegesi
Quando l'Islanda era ormai un ampio insediamento un uomo di nome Ulfljótr portò con sé dalla Norvegia le prime leggi. Un altro individuo, Grímr Zoccolo di capra, esplorò tutta l'Islanda prima che gli alþingi (ossia le assemblee generali di tutti gli uomini liberi) potessero insediarsi. Il testo di Ari non è molto chiaro in questo punto. Presumibilmente, Grímr esplorò tutta la regione per trovare un buon punto d'incontro.

### 3. Insediamento degli Alþingi
Gli alþingi si stabilirono a Þingvellir, che diventò una proprietà pubblica. Dopo 60 anni, la colonizzazione dell'Islanda fu completa. Ulfljótr diventò il primo legislatore.

### 4. Scelta del calendario
I più sapienti uomini d'Islanda notarono che il calendario stava lentamente perdendo la sincronia con le stagioni. Il problema stava nel fatto che il calendario in uso aveva 52 settimane all'anno, solo 364 giorni. Anche se la gente arrivò alla conclusione che mancava almeno un giorno nel calendario, i saggi furono riluttanti ad usare un anno che non conteneva un numero intero di settimane. Un uomo chiamato Þorsteinn surtr trovò allora un'ingegnosa soluzione: un'intera settimana doveva essere aggiunta una volta ogni 7 anni. La proposta venne tramutata in legge dall'assemblea.

### 5. Divisione dell'Islanda in quadranti giuridici
Il fatto di non avere un'assemblea giudiziaria locale ad hoc diventa un grosso problema, c'è un gran bisogno di una standardizzazione. Un uomo chiamato Þórðr gellir descrive agli alþingi le sue recenti difficoltà nel proseguire un certo caso in un'assemblea locale. Suggerisce quindi che il paese venga diviso in quadranti giudiziari, ognuno dei quali contenente tre assemblee. Ogni quadrante, quindi, avrebbe dovuto contenere una speciale assemblea per gli appelli. La mozione passa con l'emendamento che il quadrante nord debba avere quattro assemblee, in quanto gli abitanti della regione non si sarebbero accontentati di averne solo tre.

### 6. Scoperta e insediamento della Groenlandia
La Groenlandia venne scoperta da islandesi nel 985. Erik il Rosso diede alla regione questo nome (Groen=verde, land=terra; quindi "Terra verdeggiante") per incoraggiare la gente a emigrarvi. Gli emigranti del nord trovarono resti di abitazioni umane risalenti ad epoche precedenti, e dedussero che la gente che viveva lì era imparentata con gli skrælingjar del Vinland.

### 7. Conversione dell'Islanda al Cristianesimo
Il re Olaf I di Norvegia invia il prete missionario Þangbrandr in Islanda per convertire gli abitanti al Cristianesimo. Costui ottiene alcuni successi nel battezzare i capitribù ma incontra anche molte opposizioni, e finisce per uccidere due o tre uomini che hanno composto una poesia licenziosa su di lui. Torna in Norvegia dopo un anno o due con una litania di lamentele, e confida al re di nutrire una speranza molto esigua di poter convertire gli abitanti islandesi. Il re, furioso nell'udire queste notizie, pianifica di uccidere o comunque recare danno a tutti gli islandesi residenti in Norvegia. Due dei capitribù precedentemente convertiti da Þangbrandr incontrano il re e chiedono il loro aiuto nel convertire il paese.
Nell'estate del 999 o 1000 il problema della religione raggiunge il punto di crisi con gli alþingi. La fazione cristiana e la fazione opposta non vogliono condividere le stesse leggi, e i cristiani scelgono un nuovo legislatore per loro stessi, Hallr á Síðu. L'uomo riesce a raggiungere un accordo con Þorgeirr Ljósvetningagoði, il legislatore della fazione opposta: Þorgeirr troverà un compromesso accettabile per tutti.
Þorgeirr torna al suo accampamento, e rimane sotto una pelle per tutto il giorno e la notte. Il giorno dopo pronuncia un discorso a Lögberg, in cui afferma che l'unico modo per mantenere la pace nel paese sia avere le stesse leggi ed una stessa religione.
(Þorgeirr Ljósvetningagoði)
Prima di pronunciare il compromesso, Þorgeirr si accordò con Hallr á Síðuper per convincere i presenti ad impegnarsi per accordarsi riguardo ad una nuova legislatura comune per tutto il paese. Þorgeirr decreta quindi che chiunque non sia battezzato venga convertito al Cristianesimo. Tre concessioni vengono fatte ai pagani:
1. Le vecchie leggi riguardo alla presentazione pubblica dei neonati rimangono in forza;
2. Le vecchie leggi riguardo al consumo di carne di cavallo rimangono in forza;
3. Si possono eseguire sacrifici pagani in privato.

Alcuni anni dopo queste concessioni furono abolite.